# Paron
Paron é uma comuna francesa na região administrativa de Borgonha-Franco-Condado, no departamento de Yonne. Estende-se por uma área de 10,5 km². Em 2010 a comuna tinha 4 959 habitantes (densidade: 472,3 hab./km²).